# Jeroen Dubbeldam

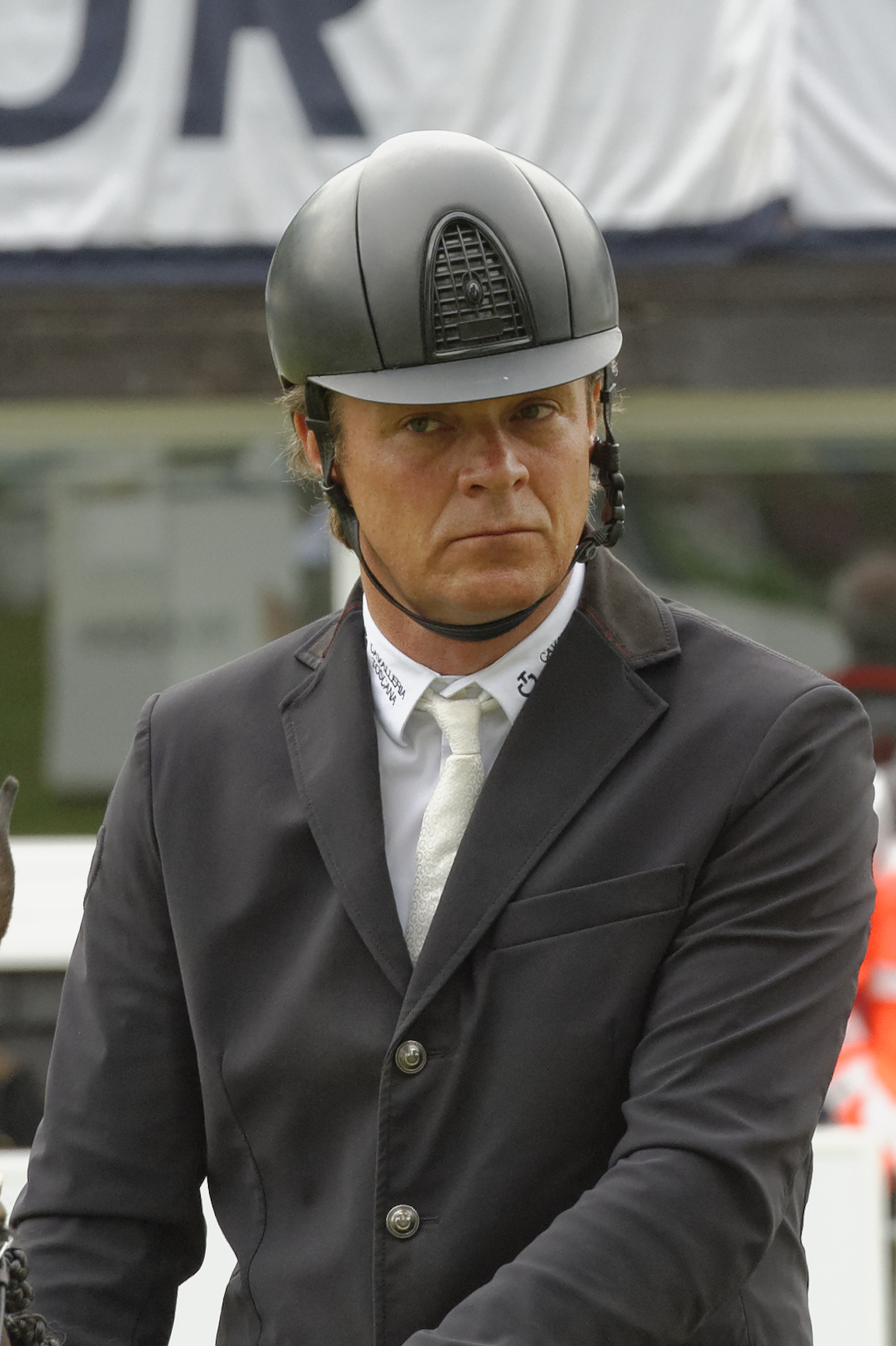
Jeroen Dubbeldam (2013)

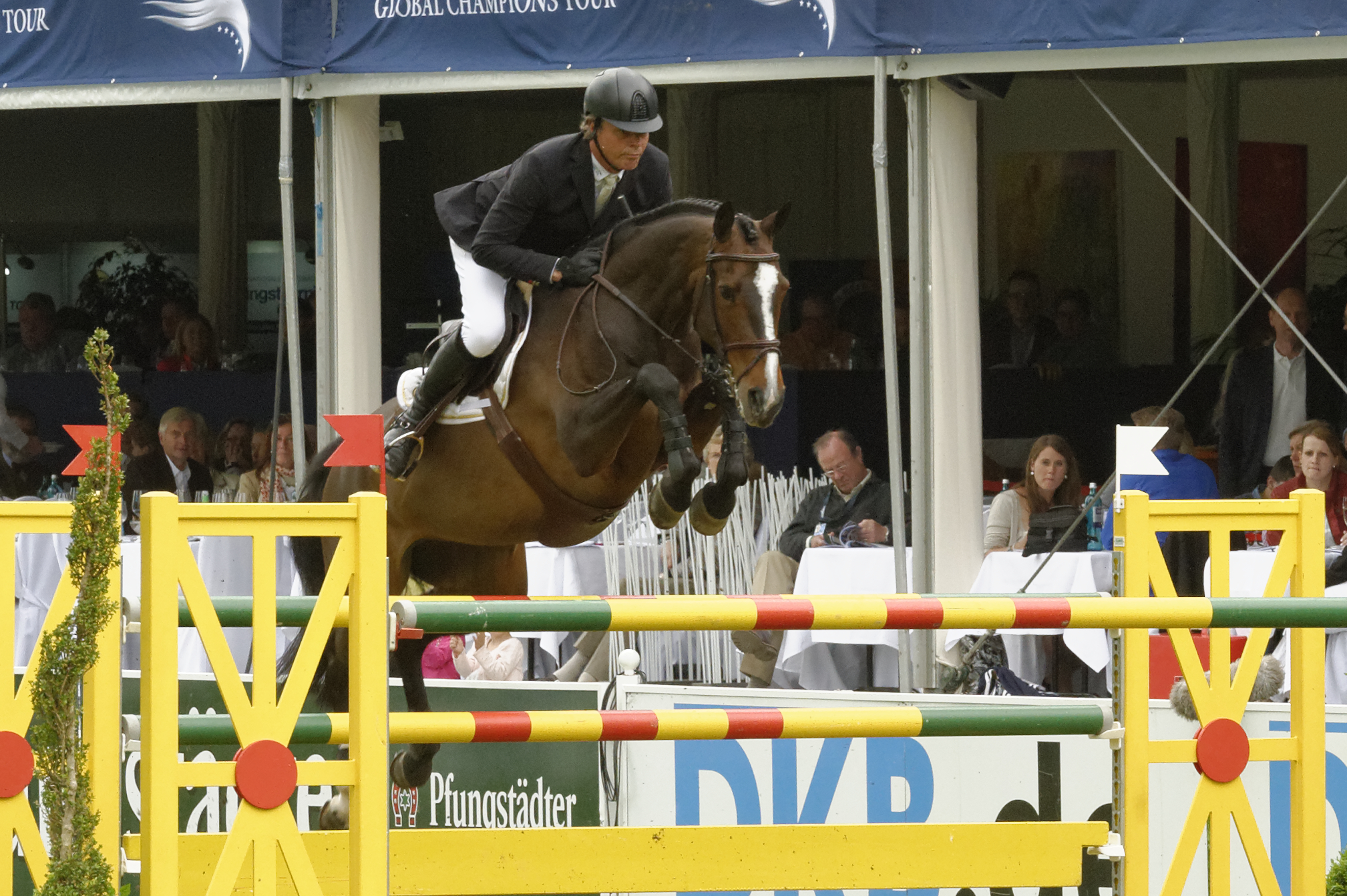
Jeroen Dubbeldam auf Utasha beim Internationalen Pfingstturnier Wiesbaden 2013

Jeroen Dubbeldam (* 15. April 1973 in Zwolle) ist ein niederländischer Springreiter. Dubbeldam ist nach Hans Günter Winkler der zweite Springreiter, der eine Einzel-Goldmedaille bei Olympischen Spielen (2000), Weltmeisterschaften (2014) und Europameisterschaften (2015) gewann.

## Werdegang
Seinen ersten großen internationalen Einzelerfolg feierte Jeroen Dubbeldam noch als Junger Reiter, als er die Einzelwertung der Europameisterschaften seiner Altersklasse 1994 mit Killarney gewann. Sein erstes internationales Championat in der Altersklasse der „Reiter“ bestritt er vier Jahre später bei den Weltreiterspielen in Rom. Bei den Olympischen Sommerspielen 2000 in Sydney wurde er auf De Sjiem Einzel-Olympiasieger im Springreiten. Bei den Weltreiterspielen 2002 war Dubbeldam mit De Sjiem bis zum letzten Springen vor dem Pferdewechsel gut platziert, machte bei diesem Ritt jedoch einem reiterlichen Fehler und verpasste damit deutlich die Finalteilnahme.
Auf Up and Down wurde er mit der niederländischen Mannschaft bei den Weltreiterspielen 2006 in Aachen Mannschafts-Weltmeister. Bei Weltcupfinale 2011 wurde er mit Simon, den er gut ein halbes Jahr später an Beezie Madden abgeben musste, Dritter.
Hoch erfolgreich verliefen für Dubbeldam auch die Weltreiterspiele 2014: nachdem er mit Zenith als Teil der niederländischen Equipe Mannschaftsgold gewonnen hatte, setzte er sich auch im Einzelfinale mit Pferdewechsel durch und wurde Einzelweltmeister. Ein Jahr später konnte er mit Zenith erneut zwei Goldmedaillen erringen: Bei den Europameisterschaften 2015 blieb er, nachdem er bereits mit der Mannschaft den Europameistertitel geholt hatte, als einziger Reiter in allen Runden der Einzelwertung ohne Springfehler. Damit war ihm auch der Einzel-Europameistertitel sicher.
Bei den Olympischen Spielen 2016 blieb er mit Zenith in der Einzelwertung ohne Springfehler, im zweiten Umlauf war er jedoch zwei Hundertstelsekunden zu langsam und bekam hierfür einen Zeitstrafpunkt. Damit verpasste er das Stechen und damit die Chance auf eine Medaille. Er kam in Einzel- und Mannschaftswertung jeweils auf den siebenten Platz.

## Erfolge
- Olympische Spiele:[4]
  - 2000 in Sydney: 5. Platz mit der Mannschaft, Goldmedaille Einzel auf De Sjiem
  - 2016 in Rio de Janeiro: 7. Platz mit der Mannschaft, 7. Platz Einzel auf Zenith
- Weltreiterspiele:
  - 1998 in Rom: 6. Platz mit der Mannschaft, Einzelwertung 23. auf De Sjiem
  - 2002 in Jerez de la Frontera: 5. Platz mit der Mannschaft, Einzelwertung 18. auf De Sjiem
  - 2006 in Aachen: Goldmedaille Mannschaft, Einzelwertung 11. auf Up and Down
  - 2014 in Caen: Goldmedaille Mannschaft, Goldmedaille Einzelwertung auf Zenith
- Europameisterschaften:
  - 1991 in Donaueschingen (Junge Reiter): 4. Platz mit der Mannschaft auf Iko Polo
  - 1994 in Millstreet (Junge Reiter): Bronzemedaille Mannschaft, Goldmedaille Einzel auf Killarney 
  - 1999 in Hickstead: Bronzemedaille Mannschaft, Einzelwertung 20. auf De Sjiem
  - 2001 in Arnheim: 4. Platz mit der Mannschaft, Einzelwertung 28. auf De Sjiem
  - 2005 in San Patrignano: Bronzemedaille Mannschaft, Bronzemedaille Einzel auf Nassau
  - 2007 in Mannheim: Goldmedaille Mannschaft, Einzelwertung 6. auf Up and Down
  - 2011 in Madrid: 4. Platz mit der Mannschaft, Einzelwertung 6. auf Simon
  - 2013 in Herning: 6. Platz mit der Mannschaft, Einzelwertung 29. auf Utascha
  - 2015 in Aachen: Goldmedaille mit der Mannschaft und im Einzel auf Zenith
- Niederländische Meisterschaft:
  - 1998 in Hoofddorp: Silber auf De Sjiem
  - 2001 in Mierlo: Bronze auf De Sjiem
  - 2005 in Mierlo: Silber auf Nassau
  - 2009 in Mierlo: Gold auf Whisper
  - 2011 in Mierlo: Gold auf Quality Time TN
- Weltcupfinale:
  - 2011 in Leipzig: 3. Platz auf Simon
- weitere:
  - Sieger im Großen Preis von Aachen (2001 auf De Sjiem)
  - Sieger im Großen Preis von Spruce Meadows - 1.000.000 C$ CN International (2010 auf Simon)